# 파블롭스키포사트

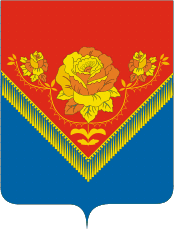
시 문장

파블롭스키포사트(러시아어: Па́вловский Поса́д)는 러시아 모스크바주에 위치한 도시로, 인구는 61,982명(2002년 기준)이다. 클랴지마 강과 보흐나 강이 합류하는 지점과 접하며 모스크바(러시아의 수도이며 모스크바 주의 주도이기도 함)에서 서쪽으로 68km 정도 떨어진 곳에 위치한다.
1845년에 건설되었으며 성 세르기우스 삼위일체 수도원에 속한 지역으로 남아 있었기 때문에 농노제가 실시되지 않았다. 모스크바와 블라디미르를 연결하는 철도가 지나간다.